# Мечеть Гілейлі
Мечеть Гілейлі, Мечеть Джомад Герая, Гілек мечеть (азерб. Gileyli məscidi або азерб. Comərd Gəray məscidi) — історична мечеть XIV століття на вулиці Мірза Мансур в Старому місті Баку в Азербайджані. Відповідно до Постанови Кабінету Міністрів Азербайджанської Республіки від 2 серпня 2001 двоповерховий караван-сарай зареєстрований як національна пам'ятка архітектури.

## Історія
Побудована у два етапи. Перший етап відноситься до періоду Ширваншахів - 1309 . Продовження будівництва мечеті було здійснено у XIX столітті.
Спочатку в мечеті були двері з дерева волоського горіха, але вони були спалені та замінені.

## Архітектурні особливості
Гілек-мечеть з двома банями має довжину 14 і ширину 10 метрів. До старої будівлі мечеті прибудовано приміщення завдовжки 11 метрів. Напівкупольне місце молельного залу Гілек-мечеті мало форму рівностороннього хреста, який доповнювали до квадрата невеликі приміщення в кутах.
План будівлі має хрестоподібно-куполоподібну композицію. Мечеть має глибокі бані, по краях розташовані невеликі кімнати. Міхраб із точною пропорцією, прикрашений архітектурними елементами та деталями, збагачує інтер'єр молитовного залу мечеті. Прибудова не порушує єдності планувальної схеми, навпаки розширює зручності молельного залу. Стрільчасте, коронне склепіння купола, повторюючи сформовану архітектурну атмосферу внутрішнього простору, нерозривно входить у її композиційну структуру. Тут використані нові форми, що виражають європейські архітектурні стилі. Особливо чітко це позначилося на побудові фасаду.
Портал входу в мечеть прикрашений сталактитовим поясом складного характеру. У південній її стіні, біля лінії карниза, є віконний отвір з вставленими кам'яними гратами, поле якої складається з поєднання восьмикінцевої зірки з хрестом. Вся композиція з просвітів у вигляді зірок і хрестів укладена в рамку, верхня частина якої дозволена складною стрільчатою аркою. Орнамент рослинного характеру доповнює чудовий зразок різьблення по каменю.
На стіні мечеті є напис, зроблений великим, ясним почерком насх з елементами сулса. Фон написи прикрашені рослинним орнаментом.

## Галерея

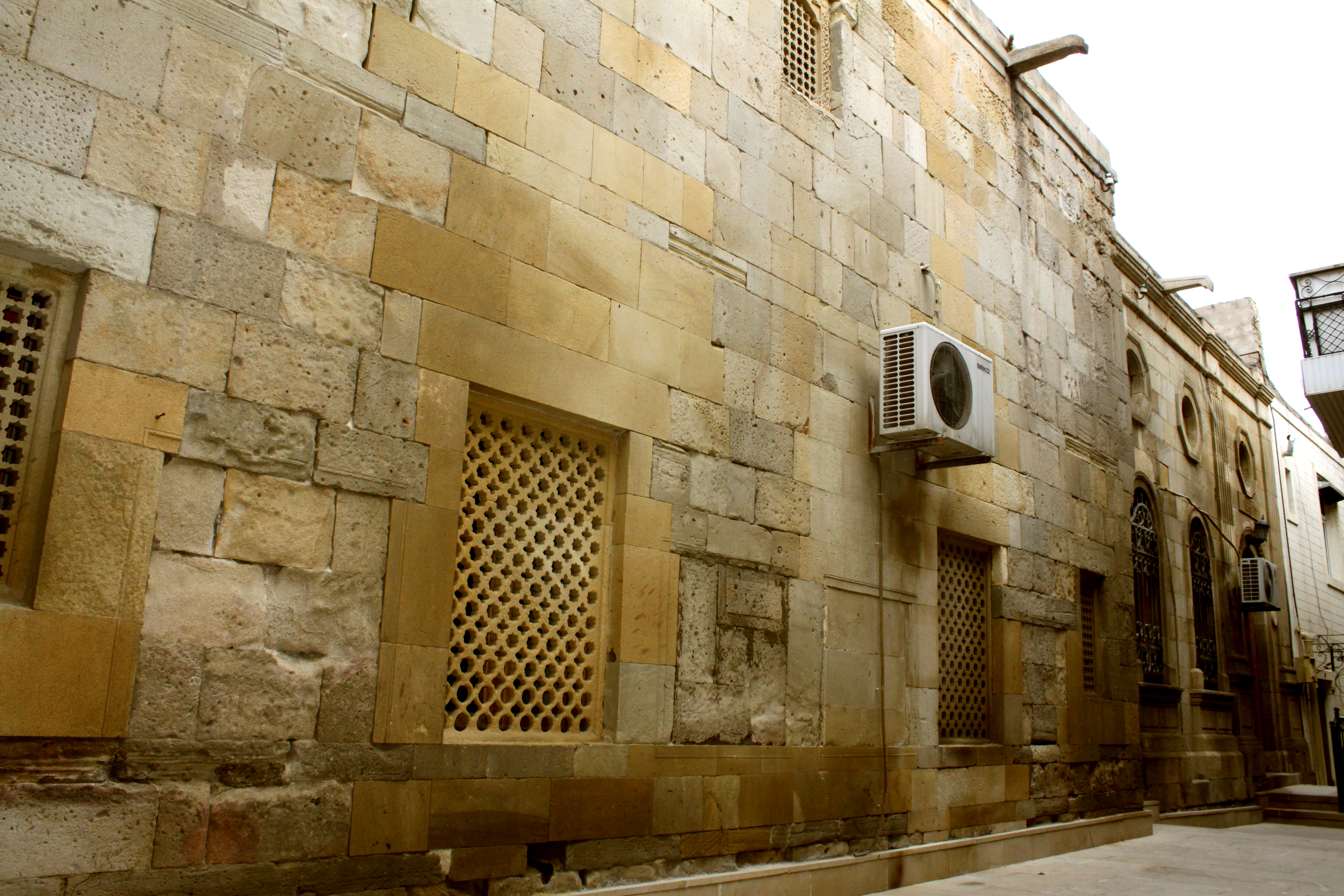
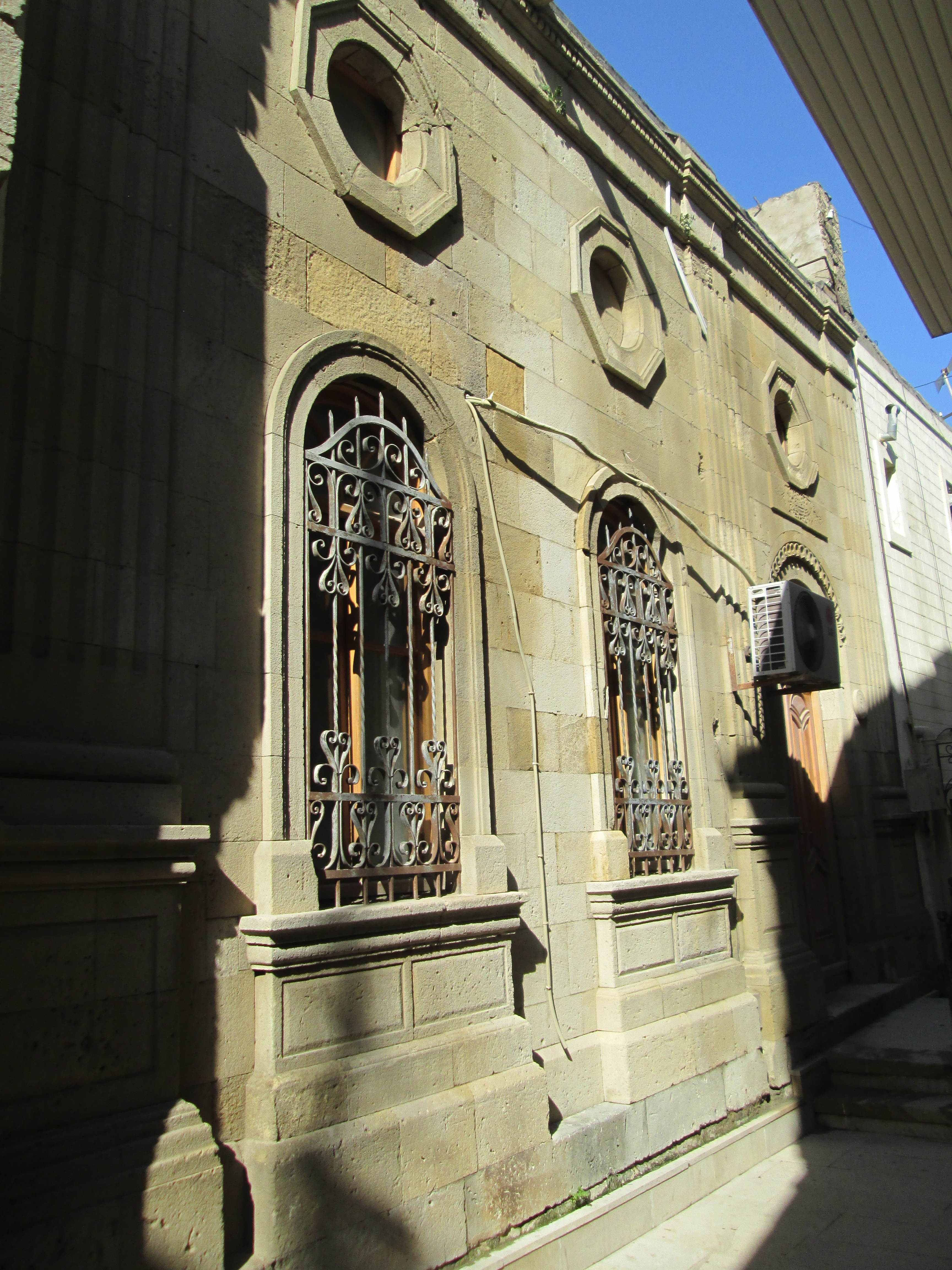
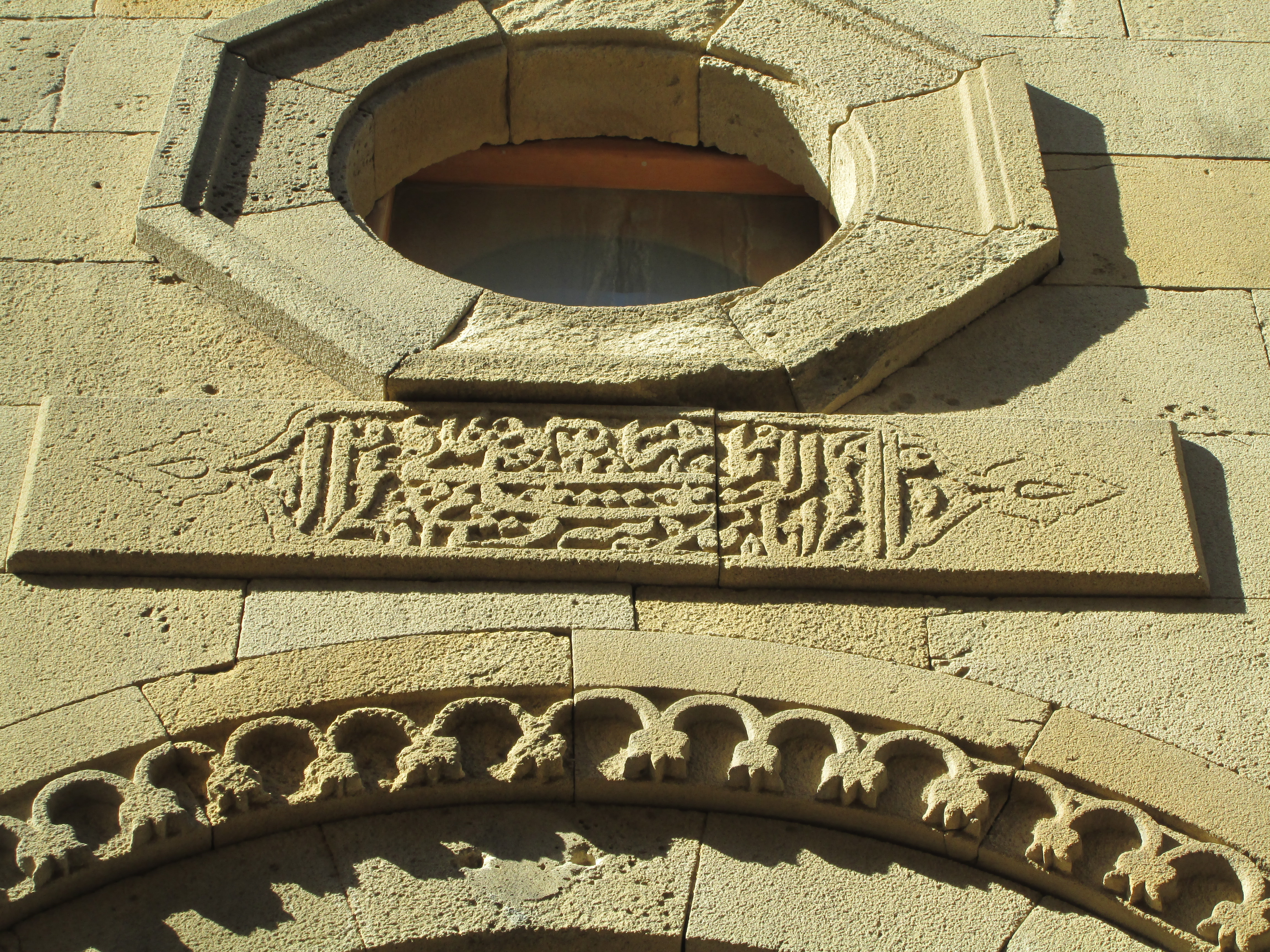
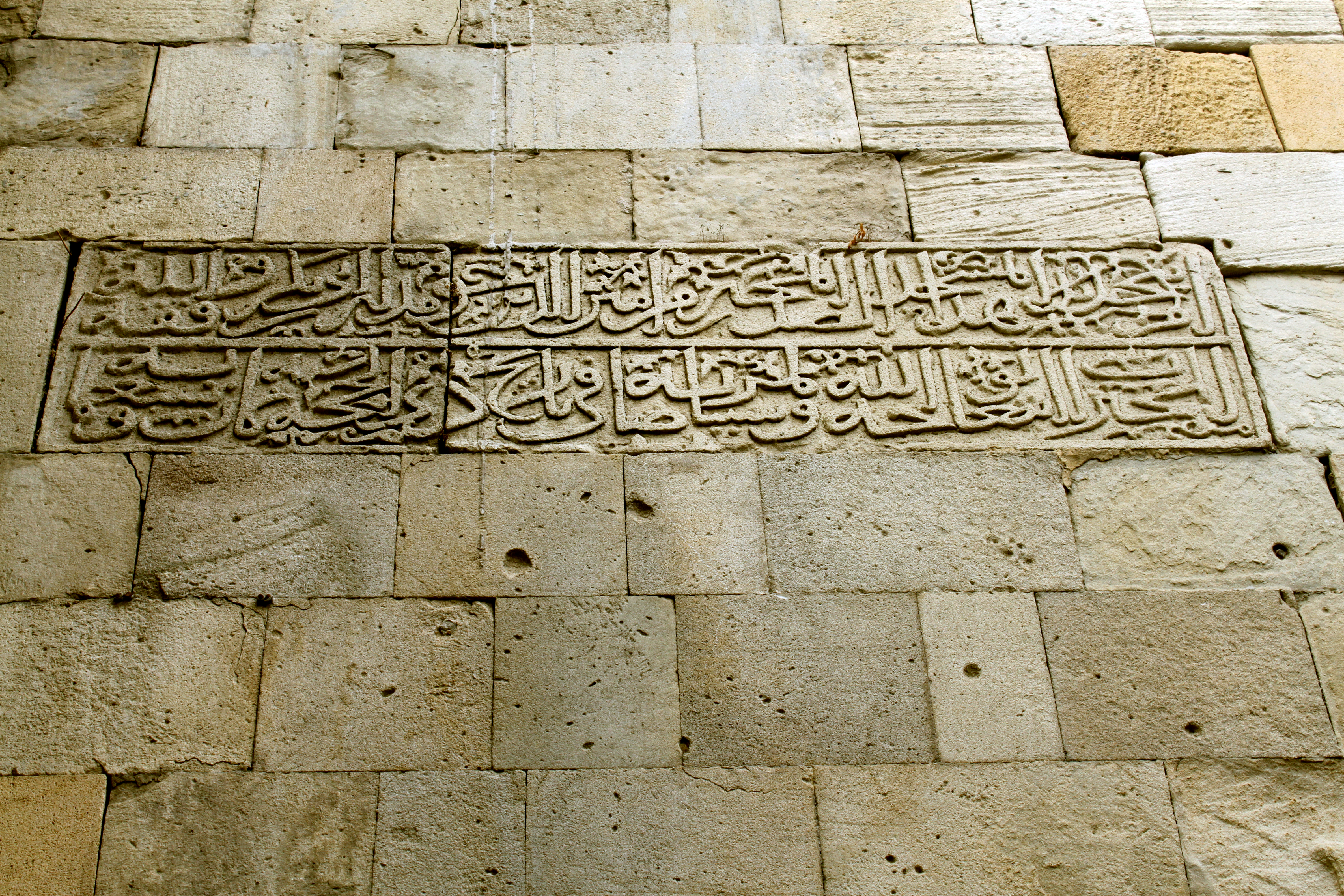
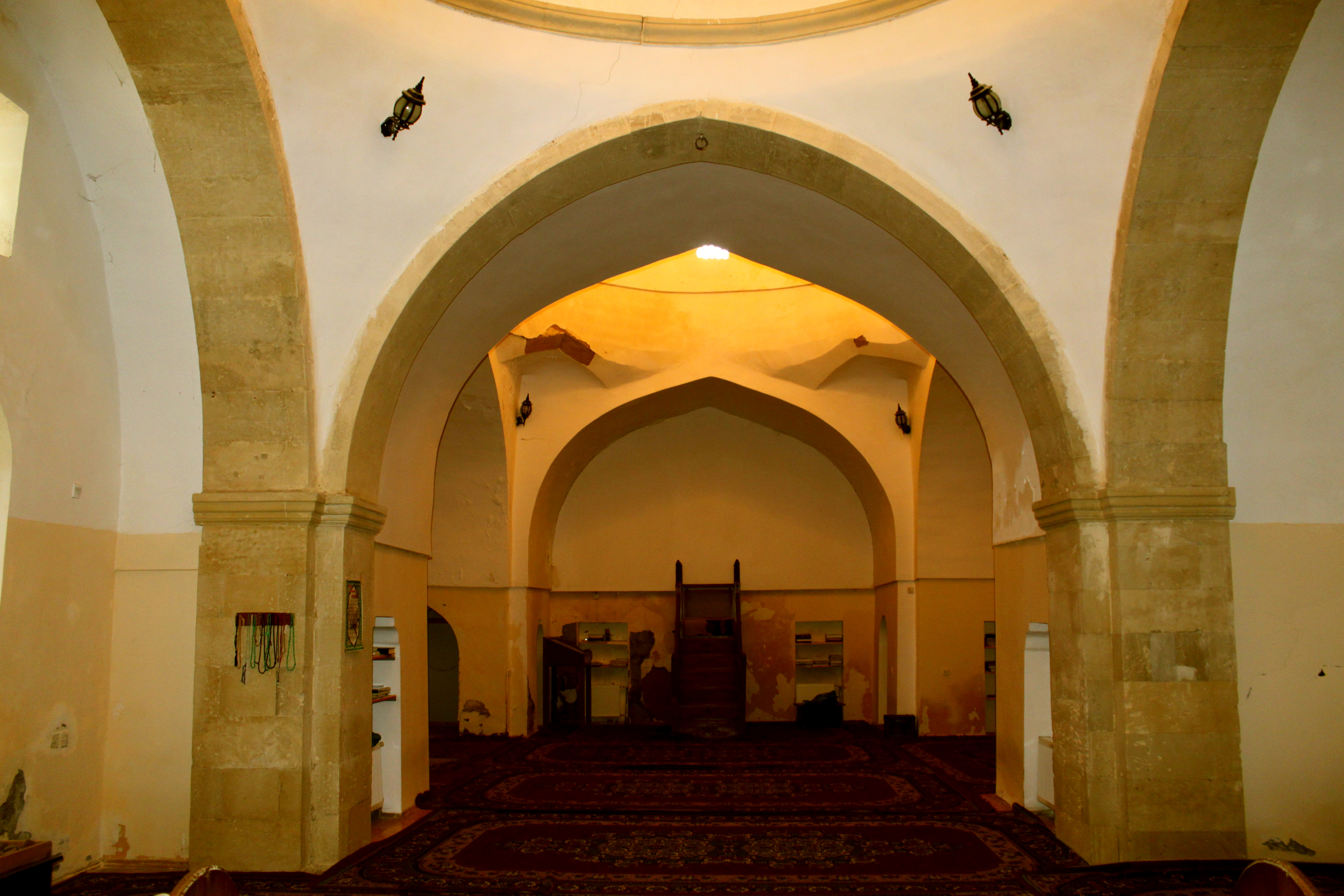